# 恒大 (台灣)
恒大股份有限公司（英語：Universal Incorporation）是中華民國的上市公司，位於臺北市中山區，主要業務為不織布與口罩之產銷。目前於臺南市白河區及中國大陸福建省廈門市設有製造廠。
恒大股份有限公司於1962年（民國51年）由黃威廉出資於臺北市創立，最初主要生產針織手套及皮手套，1990年（民國79年）後正式投入不織布生產，現任董事長為黃美慧。
恒大經營防靜電、防霉、印花等不織布再加工業務，也生產醫用口罩，所生產的布料用於醫療器械、皮革袋內襯、家具、汽車零配件、帳篷、桌布及其他蓋布。除此之外也生產汽車內飾物料、隔熱材料等。
在2020年嚴重特殊傳染性肺炎疫情期间，恒大公司生產之口罩被政府徵用，為臺灣口罩國家隊成員。

## 外部鏈接
- 官方网站